# Amerikanische Universität Rom
Die American University of Rome (AUR) ist eine US-amerikanische Privatuniversität mit Sitz in Rom (Trastevere).
Sie bietet neben einem vierjährigen Bachelor of Arts-Studiengang mehrere Programme für Austauschsemester an für Studenten aus aller Welt. Unterrichtssprache ist Englisch. Akkreditiert ist die AUR bei der Commission on Higher Education of the Middle States Association of Colleges and Schools in the United States (MSCHE/Middle States).

## Geschichte
Die Gründung erfolgte 1969 durch den amerikanischen Journalisten David Collins.